# 宇都宮コミュニティメディア
株式会社宇都宮コミュニティメディアは、栃木県宇都宮市、真岡市、さくら市、塩谷郡高根沢町の各一部地域を放送区域として超短波放送（FM放送）を営む特定地上基幹放送事業者である。ミヤラジの愛称でコミュニティ放送を行っている。

## 概要
2017年（平成29年）開局。保有する特定地上基幹放送局の呼出名称はうつのみやコミュニティエフエム。
本社・演奏所を宇都宮市江野町（オリオン通り）の堺屋ビル2階に、送信所を同市旭の宇都宮市役所屋上に置く。放送区域は、宇都宮市であるが市内でも聴取不可のエリアもあると称している。
インターネット配信はFM++による。

## 沿革
- 2016年（平成28年）
  - 3月28日 - 出資予定者向けの第一回開局準備説明会開催

山口県宇部市のFMきららを手がけた井上悟によるコミュニティFMの説明等
  - 4月18日 - 株式会社宇都宮コミュニティメディア設立[1]
  - 同日 - 出資予定者向けの第二回開局準備説明会開催
  - 5月23日 - 出資予定者向けの第三回開局準備説明会開催

第3回目までは申し込めば誰でも参加できたが、以降は出資の申込者向けの非公開説明会となった。
  - 8月6日 - ロゴマークを新聞発表[2]
  - 8月18日～22日 - 市民パーソナリティの採用試験実施[2]
  - 8月18日 出資申込者向けの説明会実施、同日現在で出資申込み額が4000万円に到達[2]。
  - 8月24日～9月末 - スタジオ整備工事実施[2]
  - 10月 - 市民パーソナリティの研修開始[2]
- 2017年（平成29年）
  - 1月17日 - 特定地上基幹放送局の予備免許取得[3]
  - 2月5日 - オリオンスクエアの「アートフェア」とコラボし、CDとCDケースでモザイクアートを作製[2]
  - 3月1日 - 特定地上基幹放送局の免許取得[4]、FM++によるインターネット配信も開始[5]
  - 3月8日 - オリオンスクエアにて開局式[2]を行い、午前9時38分に開局[6]
  - 7月1日 - 番組一部改編、『ミヤラジ＋vol.2』発行
  - 8月5日 - 放送機器メンテナンスのため、17:30より放送
  - 8月12日 - うつのみや花火大会会場より放送
  - 8月16日 - 「エコみや～クールにいこう～」イベント協賛で13:00 - 17:00オリオン通りから公開生放送[2]
  - 10月1日 - 番組一部改編、『ミヤラジ＋vol.3』発行
  - 11月3日 - オリオンスクエアにて「ミヤラジ ECO LIVE」開催[6][7]
  - 12月30日 - 放送機器メンテナンスのため終日放送休止[6]
  - 12月31日 - 年越し特番として、翌1月1日午前1:00まで特別延長[6]
- 2018年（平成30年）
  - 1月1日～3日 - 年始特別として放送時間帯短縮（9:00 - 19:00）のほか、複数のパーソナリティによる雑談形式の特別番組を放送[6]
  - 1月4日 - 通常放送再開とともに番組改編
  - 2月 - 新規パーソナリティの募集開始
  - 4月1日 - 番組一部改編。パーソナリティ2期生8名が順次活動を開始し、既存パーソナリティの担当番組変更も順次行われた。

## 番組
- 7:00から22:00まで基本的に生放送している。

台風接近時は臨時に終夜放送をすることがある。
設備メンテナンスのため不定期に放送時間を短縮することがある。

### 基本番組
フリーマガジン『ミヤラジ＋ Vol.33』より
- 「おはミヤ」毎日7:00 - 9:00、土曜日は「おはミヤsat」、日曜日は「おはミヤsun」。
- 「Miya Style」火曜日 - 金曜日の9:00 - 11:00。土曜日は「Miya Style sat」で9:00 - 10:00、日曜日は「Miya Style sun」で9:00 - 10:00。
- 「宮ランチ!」月曜日 - 金曜日の昼、土曜日と日曜日は「宮ブランチ!」11:00 - 13:00。（日曜月1回ミヤラジラジオで読書会　日　11:00 - 12:00）
- 「Go!Go!ミヤ」午後、土曜日はsat、日曜日はsunが番組名に付く。
- 「You Gotta MIYA!」毎日 、土曜日はsat、日曜日はsunが番組名に付く。

### 個別番組
フリーマガジン『ミヤラジ＋ Vol.33』より
- 「eスポーツとちぎチャンネル」第1・3・5月曜日 16:00 - 16:55。提供：一般社団法人c-スポーツとちぎ
- 「〜いい姿勢で私らしく生きる！〜人生が楽しくなる姿勢と体の花」第2月曜日 18:00 - 18:55。提供：宇都宮姿勢美人プロジェクト
- 「自分磨きマインドアップ〜夢を持って輝き続ける人を応援します〜」第1・3月曜日 18:00 - 18:30。提供：自分磨きSoleil（ソレイユ）
- 「宵の口ひと時」第1・3月曜日 20:00 - 20:55。提供：有坂歯科
- 「酒場応援番組 坂田駿のSAKAZUKI」第2・4月曜日 20:00 - 20:55。提供：ホルモン坂崎 永
- 「〜Any Style〜身勝手ぐらいがちょうどイイ」第1・3月曜日 21:00 - 21:59。提供：野添通信 他
- 「リンゴ屋菊池のほっこりマンデー」第2・4月曜日 21:00 - 21:59。提供：リンゴ屋栃木宇都宮店
- 「モルぺディア・ユキペディア」火曜日 13:00 - 13:30。提供：モルティー
- 「信のキャリア」第1・3火曜日 16:00 - 16:55。提供：フリーランス寺子屋
- 「みんながけっぷちラジオ」火曜日 19:00 - 19:55。提供:NPO法人とちぎボランティアネットワーク
- 「市政情報番組 未来はじまる宇都宮」水曜日 11:00 - 11:15。提供：宇都宮市
- 「はたらく大人のwellbing」第1・3水曜日 12:00 - 12:55。提供：SHINBIデザインスクール
- 「学生プログラム つぶつぶ大学放送部」水曜日 18:00 - 18:55。出演：宇都宮地域デザインセンター 大学生メンバー
- 「超！REIWAGARA」水曜日 17:00 - 17:55。提供：作業服の日興
- 「えみとさちえとてつやのAiremiナイト」第2水曜日 20:00 - 20:55。提供：Airemi
- 「運を動かす！福ラジオ」第1・4水曜日 21:00 - 21:59。提供：よろずや福ちゃん・セウスカークリーン
- 「ミヤラジレジェンド」水曜日 19:00 - 19:55。提供：ミヤラジ・バンバ・ビジョン経営のメディアムーブメント
- 「行列ができる！！街かど相談室」木曜日 13:00 - 13:30。提供：宇都宮市
- 「健太君のミヤラジタイム」木曜日 14:00 - 14:30。提供：宇都宮餃子館
- 「〜自分らしく毎日を歩むため『きっかけ』作りに〜がんピアサポート番組 スマイルフラミンゴ」第1・3木曜日 15:00 - 15:55。提供：みんなで知ろうがんのこと 栃木
- 「YOSHIのリラクゼーションハシゴRADIO」第1木曜日 20:00 - 20:55。提供：トータルボディーケアサロンリラクゼーションYOSHI
- 「LIGHTNING TALK ROOM」木曜日 21:00 - 21:30。提供：イナズマ
- 「きらり★シニア倶楽部」金曜日 16:00 - 16:55。出演：シニア世代のきらり人
- 「We are Movie Lovers」金曜日 21:00 - 21:59。出演：映画好きの仲間達
- 「りこえるのうつのみゃ〜 バーチャル・NIGHT」第2金曜日 20:00 - 20:55。出演：満月りこる、飴ノ川えるは、提供：りこえるちゃんねる
- 「週末はもっとスペシャル！！」土曜日 9:00 - 9:30。出演：sesibonn!（瀬下洋一）、提供：Adventure1701
- 「お喜楽らじお」土曜日 15:00 - 15:55。出演：臼井佳子、中村長司（ミヤラジ）
- 「感謝の花 夜空を飾る百年花火」日曜日 18:00 - 18:55。出演：うつのみや花火大会メンバー

### 公開配信
基本ミヤラジスタジオからの非公開配信だが、特定番組のみ特定の場所から公開配信を行っている。
- イベント開催時は、オリオン通りやオリオンスクエアでの公開生配信がある。
- 宇都宮市総合防災訓練[8]やうつのみや花火大会において、会場から配信を行った[2]。

### 終了した番組
- 1クール（13回）完了で2017年6月に終了
  - 「no muisc no 宮」日曜日 21:00 - 21:59 提供：Ultra CUBE at Inoue

- 2017年7月1日の改編で終了[9]
  - 「Heart to Heart」月曜日 12:00 - 12:30 提供：宇都宮アナウンスアカデミー
  - 「ホームドクターをあなたに」第1第3火曜日 13:00 - 13:30 提供：宇都宮セントラルクリニック
  - 「印刷工場みやもとの「でも大丈夫!」」金曜日 12:00 - 12:55 提供：株式会社みやもと
  - 「MIYA no KURA」土曜日 10:00 - 10:55 提供：一般財団法人スリーアクト

- 2017年10月1日の改編で終了
  - 「いきいき終活サロン ベルモール会場」毎日 9:55 - 10:00。提供：葬祭会館市民ホール
  - 「みんなで作ろう!百年花火」水曜日 21:00 - 21:59（9月は21:30 - 21:59）。出演・提供：NPO法人うつのみや百年花火[注釈 1]

- 2018年1月4日の改編で終了
  - 「学校で学ばない『お金の基本』」火曜日 9:00 - 9:30。出演・提供：Mapコンサルティング
  - 「ラジオでチャレンジ」木曜日 19:30 - 19:55。出演・提供：宇都宮青年会議所

- 2018年3月1日の改編で終了
  - 「稲葉と野口の四方山話」第1・3・5水曜日 21:00 - 21:59。出演：野口英信。

- 2018年4月1日の改編で終了[10]
  - 「梅田が斬る!」火曜日 21:00  - 21:59、出演：梅田賢一。提供:ユウケイ工業。4月からは提供そのままで栃木SC応援番組へ移行
  - 「ゆめラジオ」第3金曜日 20:00 - 20:55。出演・提供：とちぎドリームプランプレぜンテーション事務局
  - 「純マイ宮おじ」日曜日 20:00 - 20:30。出演：山田義治。提供：情報の森

- 2018年7月1日の改編で終了[11]
- 「ステモン宇都宮のノーベル賞ラジオ（マジ）」[注釈 2]火曜日 14:00 - 14:30。出演・提供：ステモン宇都宮

- 2019年4月1日の改編
  - 終了

「子育て応援番組 キャプテン☆うっちゃるの海賊ラジオ」月曜日 17:00 - 17:30。出演：キャプテン☆うっちゃる。提供：器＋カフェアンモナイト
  - 出演者が交代

「金曜ベルモ放送局」ベルモール内の異動により出演者が交代
「We are Movie Lovers」番組プロデューサーと担当MCが交代

- 2020年4月1日の改編
  - 終了

「金曜ベルモ放送局」金曜日 17:00 - 17:55。出演・提供：ベルモール
  - 出演者等交代

「We are Movie Lovers」 MC交代

- 改変日不明
  - 「キンゴンズのステテコラジオ」第3水曜日 21:00 - 21:59。出演・提供：4人組POP PUNKバンドKiNGONS。」[注釈 3]
  - 「We are Movie Lovers」金曜日 21:00 - 21:59。提供：We are ヒカリ座 Lovers
  - 「ミヤラジお喜楽ラジオ」土曜日 15:00 - 15:55。出演：臼井佳子[12]
  - 「百年花火2018」日曜日 18:30 - 18:55。出演・うつのみや花火大会実行委員会等。
  - 「ミヤナイト sat（sun）」土曜日と日曜日の19:00 - 22:00。

#### 文明軒ラジオ
開局直後の3月10日より毎週金曜日 20:00 - 20:30に文明軒ラジオ（提供:有限会社文明軒）が予定されていたが、文明軒側がゲストコメントを事前収録したことに生放送に拘るミヤラジ側が難色を示し、第1回目から休止となった。話し合いの末「（宇都宮出身又は在住、宇都宮に所在する学校を卒業など）宇都宮に縁があるならば事前収録可能」だが、文明軒ラジオなど「宇都宮に縁がなければ事前収録不可」との方針がミヤラジ側から出された結果、文明軒ラジオはミヤラジでの番組を断念した。

## パーソナリティ
氏名および担当番組は、フリーマガジン『ミヤラジ＋ Vol.2』および『ミヤラジ＋ Vol.4』、『ミヤラジ＋ Vol.8』、下野新聞本誌毎週日曜日のみやもっとコーナーによる、
基本番組に交代で入る他、個人ごとにいくつかの番組を担当している。取締役以外は、一般公募で面接等試験を経て採用された時給制の契約スタッフである。
- 在籍者・レギュラースタッフ[6]
  - 稲葉克明（代表取締役・取締役局長[6]）「梅田が斬る!」、「ミヤラジレジェンド」などを担当
  - 中村長司（取締役[6]）「地元盛り上げ隊」などを担当
  - 鈴木美保子 「健太君のミヤラジタイム」「ラジオで終活」などを担当
  - 益子早苗[15] 「市政情報番組」「金曜ベルモ放送局（2018年1月から）」などを担当
  - 小林亜也佳 月曜日と火曜日の基本番組、「みんながけっぷちラジオ」などを担当[16]。
  - 齋藤あさみ「うらもっと!みやもっと!」[17]「阿久澤政行のおいしいクラシック」「Jazz in Fellows」などを担当
  - 中嶋珠李
  - 柏木聖子
  - 枡田江美
  - 鵜飼雅子
  - 河合瑠果
- 在籍者・フリースタッフ[6]
  - 片岡友美子 基本番組を担当している。「外からの風」などを担当していた。
- 退職者
  - 佐藤竜一郎（取締役局長） 「モルペディア・ユキペディア」などを担当していた
  - 山脇唯 「We are Movie Lovers」などを担当していた
  - 永島一顕 「夕方ラジオ気分はスキット♪」などを担当していた
  - 小野崎志歩 「みんな崖っぷちラジオ（2018年3月まで）」「よごしていいとも!」「ステモン宇都宮のノーベル賞ラジオ（マジ）」などを担当していた
  - 五十嵐幸子 「阿久澤政行のおいしいクラシック」などを担当していた
  - 粕谷ひかり 「やらじぃ～と～く」「金曜ベルモ放送局（2017年12月まで）」などを担当していた。2018年12月31日で卒業
  - 綱川舞 「スポーツ応援番組」などを担当。とちおとめ25元メンバー。2019年3月17日 18:30終了の放送をもってミヤラジ卒業
  - 佐々木千暁
  - 栗原
  - 目加田友子「We are Movie Lovers（2019年3月まで）」などを担当していた
  - 大坪正幸 2019年4月より一部番組を担当していた
  - 瀧澤有紀 「NBどうでしょう」「まぁいいでSHOW」などを担当していた
  - 阿部祐希 「SUN FLATに話しましょう」などを担当していた
  - 中川享子 「Monday Morning English」「宇～太が語る!?宇大のヒミツ」などを担当していた
  - 稲川星 「つぶつぶ大学放送部」などを担当していた
  - 小柴憲之介 「つぶつぶ大学放送部」「やらじぃ～と～く（2019年1月から）」などを担当していた
  - 生井俊昭 「行列ができる!!街かど相談室」などを担当していた
  - 若林朋以 一部番組を担当していた

## ミヤラジメンバーズクラブ
ミヤラジでは、ラジオ放送に加えて「会員カード」と「フリーマガジン」による会員サービスを提供している。

### 会員カード
- 中学生以上なら居住地を問わず会員になれる。会員にはメンバーズカードが発行され、加盟店で飲食時や契約時などにカードを掲示すれば特典が受けられる。会員の申込みはミヤラジスタジオ（平日の日中）、またはミヤラジ公式サイトで常時受けつけている[6][18]ほか、ミヤラジがイベント出展した場合にミヤラジのブースでも受け付けている。
- 会員カードにはカードナンバーが振られており、毎月プレゼント抽選が行われるが、直接賞品の発送はせずに、当選ハガキを郵送し、当選者がハガキを持参して平日の10:00 - 18:00にスタジオまで直接受け取りに出向く方式[6]。
- 中学生以上から加入できるのに対して、プレゼント品にはビールや日本酒などのアルコール飲料がラインナップにある[6][18]。

### フリーマガジン
- 『ミヤラジ＋ Vol.2』より、3ヶ月毎[注釈 6]に3万部発行され、スタジオ入口や宇都宮市内の商業施設、加盟店店頭などで配布[6][19]。 ミヤラジのタイムテーブルや各番組の概要、パーソナリティーの紹介[注釈 7]、誌上対談[18]や加盟店レポート[19]、ミヤラジ主催のイベントレポート[18][20]などを掲載。

### 加盟店
- 加盟店の入口には四角形のミヤラジステッカー[注釈 8]が貼り付けられていることが多い。
- フリーマガジンの発行ごとに有効期限が設けられており、基本は3ヶ月（例：7月1日発行のマガジンの場合は、9月30日が有効期限）である。加盟店はフリーマガジンで紹介されるほか、ミヤラジの一部番組終了後に紹介される。

## ミヤラジUSTREAM
- コミュニティ放送局の開局を目指す「準備放送」として、動画共有サービスUstreamを使用し、2011年5月25日から毎週水曜日19:00 - 20:00を基本とした計299回の定期配信および、ふるさと宮まつりやうつのみや花火大会会場などからの特別配信を行った。コミュニティFM開局のため2017年3月1日の第299回が最後の配信となった[6][21]。
- 配信スタッフ
現社長の稲葉、現局長の佐藤を含め、配信スタッフは全員ボランティアで行っていた。この2人以外のUSTREAM時代から現在のミヤラジに継続してかかわっているスタッフは、アシスタントとしていくつかの番組に出演の1人のみ。最初はゲストとして番組内で登場し、以後配信スタッフに加わった人もいた。
- 配信場所
最初期は、愉快なまちづくり研究室（非公開配信 五光宇都宮店のユニオンオフィス内）を中心に市内のカフェや商店を用いていた。その後はカフェからの公開配信が多くなった[6]。第3水曜日の「ミヤラジレジェンド」が下野新聞NEWS CAFEから公開配信しているのはこの名残である。
- ゲスト
告知等でシンガーソングライター、イベントや大学祭の実行委員、飲食店関係者が多く、宇都宮ブリッツェンや宇都宮白楊ラグビークラブなど引き続き現在のミヤラジに出演している団体等も多い。